# Catedral de San Miguel Arcángel y San Florián Mártir
La Catedral de San Miguel Arcángel y San Florián Mártir o simplemente Catedral de San Florián (en polaco: Katedra Świętego Michała Archanioła i Świętego Floriana) es una iglesia católica de interés histórico en la calle de San Florián, en Varsovia oriental, Polonia. Las torres de 75 metros de la catedral de San Florián dominan el distrito de Praga oriental de Varsovia y ponen de relieve el papel de la catedral como una forma de protesta contra el antiguo dominio ruso sobre Polonia. Es la catedral de la diócesis de Varsovia-Praga.
Ha habido una presencia de la iglesia católica en o alrededor del sitio de la esta iglesia desde 1583, pero el impulso para la creación de una iglesia duradera y sustancial no llegó hasta finales del siglo XIX. El mapa de Europa se volvió a dibujar durante el Congreso de Viena y las maniobras territoriales resultantes colocaron el Ducado de Varsovia bajo el control del Imperio ruso, transformándolo en el Congreso de Polonia. Entre otras intrusiones, más de veinte iglesias ortodoxas rusas fueron construidas en Polonia. Para protestar contra la imposición percibida de una iglesia extranjera, y en reacción directa a la monumental iglesia ortodoxa de la Magdalena construida en esa calle San Florián, fue construida una estructura con dos torres de 75 metros (250 pies) entre 1897-1904. La iglesia lleva el nombre de San Florián, el santo patrón de las profesiones asociadas con el fuego, como los bomberos, los trabajadores del acero, deshollinadores, ceramistas y panaderos.

## Véase también

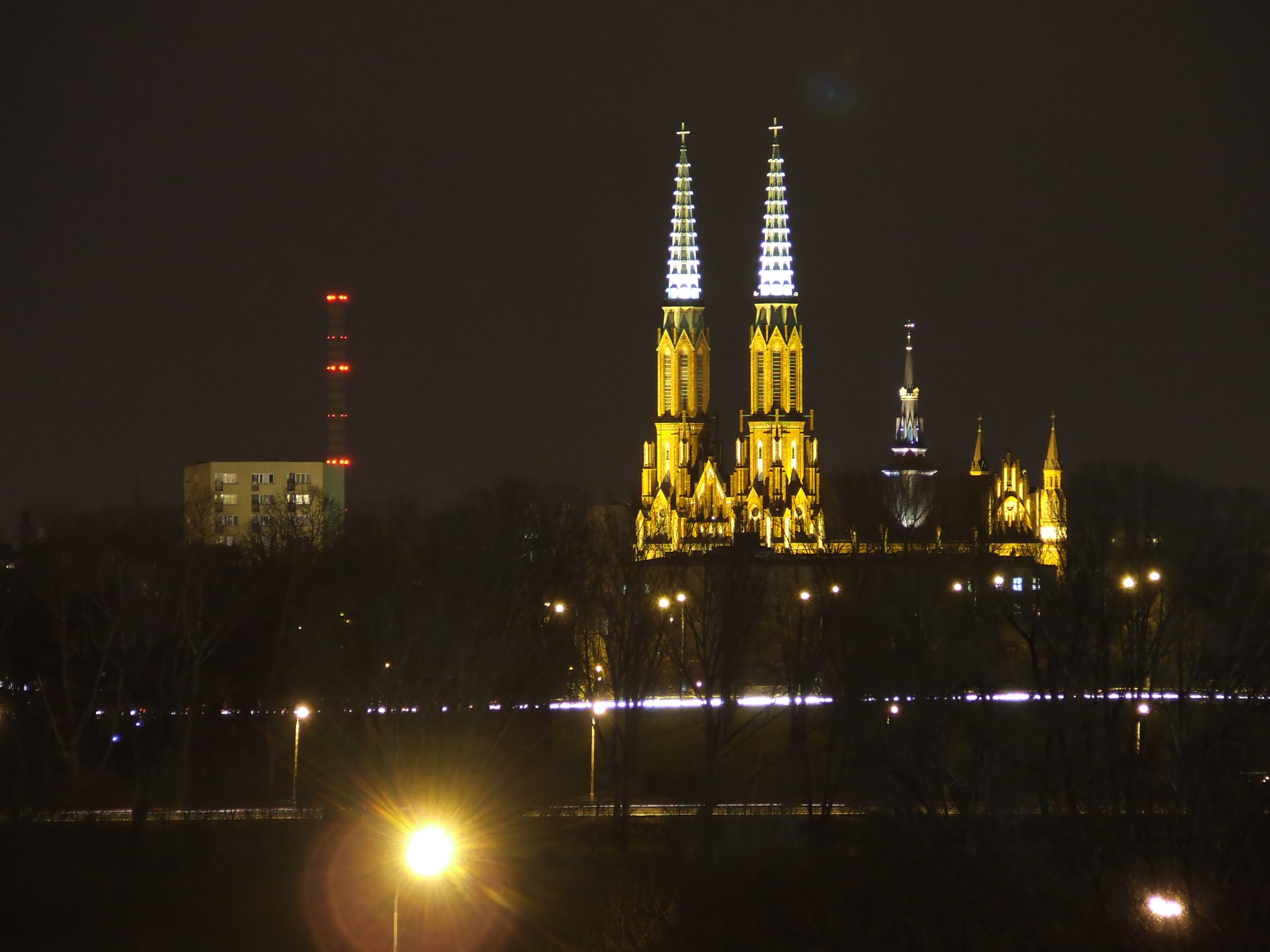
Vista nocturna